# Prinz Albert (Schiff, 1845)
Der Raddampfer Prinz Albert wurde 1845 in der Maschinenfabrik Buckau in Magdeburg gebaut. Das Schiff wurde mit der Baunummer 17 auf Kiel gelegt. Namensgeber war Albert von Sachsen-Coburg und Gotha, Ehemann Königin Victorias von Großbritannien.

## Die Zeit von 1845 bis 1858

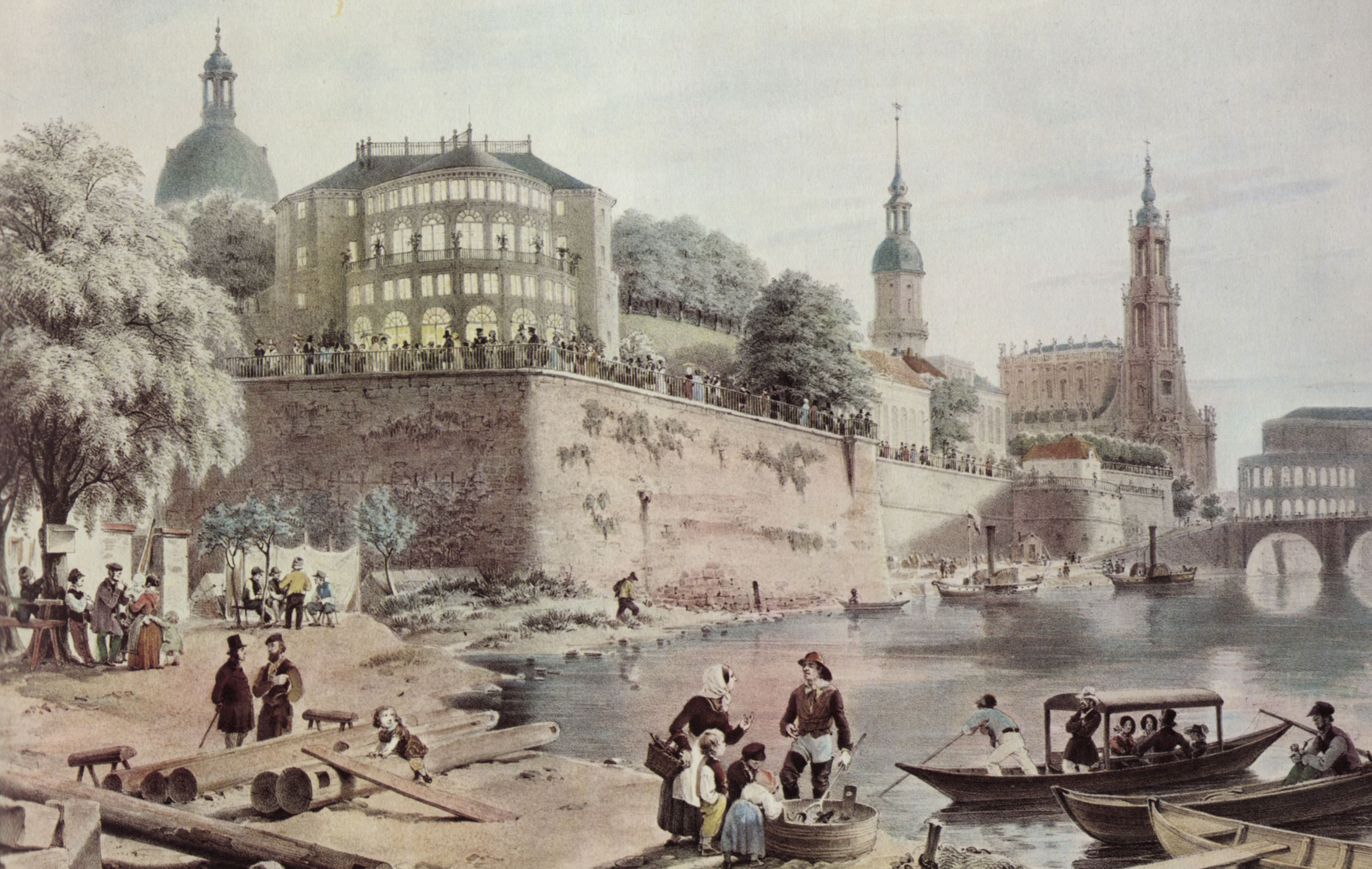
Die Raddampfer Koenigin Maria und Prinz Albert um 1850 vor der Brühlschen Terrasse.

Die Prinz Albert traf nach ihrer Überführungsfahrt von Magdeburg am 9. Mai 1845 in Dresden ein. Die Bauzeit für das Schiff betrug nur fünf Monate. Problematisch war aufgrund des hohen Wasserstandes der Elbe und des strengen Winters der Transport der Dampfmaschine und des Kessels der Prinz Albert I von Dresden nach Magdeburg. Nach der Indienststellung als Glattdeckdampfer fuhr das hölzerne Schiff für die Königlich privilegierte Sächsische Dampfschiffahrts-Gesellschaft die im April 1849 in die Vereinigte Sächsisch-Böhmische Dampfschiffahrt umgewandelt wurde. Eingesetzt wurde es auf der Linie Dresden–Tetschen.
Am 26. Juli 1846 kam es bei Großpriesen zu einem schweren Unfall. Die flussabwärts fahrende Germania rammte die flussaufwärts fahrende Prinz Albert. Während die Germania nur eine leichte Beschädigung am Bug erhielt, wurde bei der Prinz Albert ein Seitenrad und die Küche zerstört.
Im Herbst 1858 wurde das Schiff stillgelegt und abgewrackt.

## Die Dampfmaschine
Die Dampfmaschine stammt wie auch der Drei-Flammrohr-Kofferkessel aus der 1838 gebauten Prinz Albert I. Die Maschine war eine oszillierende Niederdruck-Zweizylinder-Zwillings-Dampfmaschine mit Einspritzkondensation. Nach der Überholung und Verbesserung der Maschine betrug die Leistung  120 PS. Gebaut wurde sie von der englischen Maschinenbauanstalt John Penn and Sons. Über den Verbleib der Dampfmaschine ist nichts bekannt.

## Kapitäne des Schiffes
- Carl Protze 1855
- Anton Stolz  1856
- W. Döppe  1857
- Carl August Lehmann 1858